# Anton Žlogar
Anton Žlogar (Izola, 1977. november 24. –), szlovén válogatott labdarúgó.
A szlovén válogatott tagjaként részt vett a 2000-es Európa-bajnokságon.

## Sikerei, díjai
Gorica
- Szlovén kupagyőztes (1): 2000–01

Olimpija Ljubljana
- Szlovén kupagyőztes (1): 2002–03

Anórthoszi Ammohósztu
- Ciprusi bajnok (1): 2007–08
- Ciprusi kupagyőztes (1): 2006–07

Omónia Lefkoszíasz
- Ciprusi bajnok (1): 2009–10